# 석궁
석궁(石弓, 영어: bullet-shooting crossbow, prodd, pelletbow, ballester, stone bow, rock-throwing crossbow)은 서양식 쇠뇌의 일종으로,  탄알이나 돌멩이, 화살 등을 사출물로 사용하였으나, 전투용이 아닌 사냥용으로 쓰였다. 쇠뇌의 활몸으로 일반적인 활 대신 탄궁 또는 새총을 사용한 것이라고 생각할 수 있다.
최초의 석궁은 16세기에 발명되었으며, 새사냥용으로 사용되었다.
쇠뇌는 활의 화살보다 두껍고 짧은 쇠뇌살을 사용한다.